# Celestino Vietti

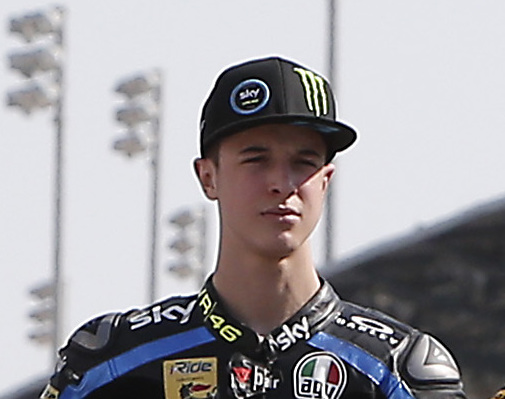
Celestino Vietti

Celestino Vietti Ramus (Cirié, 13 oktober 2001) is een Italiaans motorcoureur.

## Carrière
In 2015 won Vietti het Italiaanse Pre-Moto3-kampioenschap met zeven overwinningen uit acht races. Aan het eind van dat seizoen nam MotoGP-coureur Valentino Rossi hem op in zijn opleidingsprogramma. In 2016 kwam hij uit in de laatste twee races van het Spaanse Moto3-kampioenschap, waarin hij negende en veertiende werd. In 2017 kwam hij het gehele seizoen uit in deze klasse, maar scoorde slechts viermaal punten en werd met vijftien punten 25e in de eindstand.
In 2018 reed Vietti opnieuw in de Spaanse Moto3 en scoorde een podiumplaats op het Circuit de Barcelona-Catalunya. Met 52 punten werd hij tiende in het klassement. Aan het eind van dat jaar maakte hij tevens zijn debuut in de Moto3-klasse van het wereldkampioenschap wegrace op een KTM als vervanger van de geblesseerde Nicolò Bulega. In zijn tweede race in Australië mocht hij al het podium beklimmen. Met twee andere puntenfinishes in vier races werd hij 25e in de eindstand met 24 punten.
In 2019 maakte Vietti zijn debuut in het wereldkampioenschap Moto3 als vervanger van Bulega, die naar de Moto2 was overgestapt. Hij behaalde drie podiumplaatsen in Spanje, Catalonië en Japan en stond in Thailand op pole position. Met 135 punten eindigde hij als beste rookie op de zesde plaats in het klassement.
In 2020 behaalde Vietti een podiumplaats in Andalusië, voordat hij in Stiermarken zijn eerste Grand Prix-zege behaalde. In Emilia-Romagna eindigde hij als tweede en in Frankrijk behaalde hij zijn tweede overwinning.

## Statistieken

### Grand Prix

#### Per seizoen
| Seizoen | Klasse | Motor      | Team                    | Races | Winst | Podiums | Poles | SR | Ptn | Pos |
| ------- | ------ | ---------- | ----------------------- | ----- | ----- | ------- | ----- | -- | --- | --- |
| 2018    | Moto3  | KTM        | Sky Racing Team VR46    | 4     | 0     | 1       | 0     | 0  | 24  | 25e |
| 2019    | Moto3  | KTM        | Sky Racing Team VR46    | 19    | 0     | 3       | 1     | 1  | 135 | 6e  |
| 2020    | Moto3  | KTM        | Sky Racing Team VR46    | 15    | 2     | 4       | 0     | 1  | 146 | 5e  |
| 2021    | Moto2  | Kalex      | Sky Racing Team VR46    | 18    | 0     | 0       | 0     | 0  | 89  | 12e |
| 2022    | Moto2  | Kalex      | Mooney VR46 Racing Team | 20    | 3     | 5       | 3     | 4  | 165 | 7e  |
| 2023    | Moto2  | Kalex      | Fantic Racing           | 17    | 1     | 2       | 2     | 0  | 116 | 10e |
| 2024    | Moto2  | Kalex      | Red Bull KTM Ajo        | 17    | 3     | 4       | 2     | 3  | 165 | 7e  |
| 2025*   | Moto2  | Boscoscuro | Team HDR Heidrun        | 13    | 0     | 2       | 0     | 0  | 106 | 6e  |
| Totaal  | Totaal | Totaal     | Totaal                  | 123   | 9     | 21      | 8     | 9  | 946 |     |

#### Per klasse
| Klasse | Seizoenen  | 1e GP      | 1e podium      | 1e winst         | Races | Winst | Podiums | Poles | SR | Ptn | Kampioen |
| ------ | ---------- | ---------- | -------------- | ---------------- | ----- | ----- | ------- | ----- | -- | --- | -------- |
| Moto3  | 2018-2020  | Japan 2018 | Australië 2018 | Stiermarken 2020 | 38    | 2     | 8       | 1     | 2  | 305 | 0        |
| Moto2  | 2021-heden | Qatar 2021 | Qatar 2022     | Qatar 2022       | 85    | 7     | 13      | 7     | 7  | 641 | 0        |
| Totaal | 2018-heden | 2018-heden | 2018-heden     | 2018-heden       | 123   | 9     | 21      | 8     | 9  | 946 | 0        |

#### Races per jaar
(vetgedrukt betekent pole positie; cursief betekent snelste ronde)
| Jaar | Klasse | Motor      | 1       | 2      | 3       | 4       | 5      | 6       | 7       | 8       | 9       | 10      | 11     | 12     | 13      | 14      | 15      | 16      | 17      | 18      | 19      | 20      | 21  | 22  | Pos | Ptn  |
| ---- | ------ | ---------- | ------- | ------ | ------- | ------- | ------ | ------- | ------- | ------- | ------- | ------- | ------ | ------ | ------- | ------- | ------- | ------- | ------- | ------- | ------- | ------- | --- | --- | --- | ---- |
| 2018 | Moto3  | KTM        | QAT     | ARG    | AME     | SPA     | FRA    | ITA     | CAT     | NED     | DUI     | TSJ     | OOS    | GBR    | SMR     | ARA     | THA     | JPN DNF | AUS 6   | MAL DNF | VAL DNF |         |     |     | 25  | 24   |
| 2019 | Moto3  | KTM        | QAT 5   | ARG 14 | AME 9   | SPA 3   | FRA 7  | ITA 9   | CAT 3   | NED DNF | DUI DNF | TSJ 19  | OOS 4  | GBR 9  | SMR DNF | ARA 14  | THA 6   | JPN 3   | AUS DNF | MAL 5   | VAL 8   |         |     |     | 6   | 135  |
| 2020 | Moto3  | KTM        | QAT 28  | SPA 5  | AND 3   | TSJ 13  | OOS 5  | STI 1   | SMR DNF | EMI 2   | CAT 8   | FRA 1   | ARA 9  | TER 5  | EUR 23  | VAL 24  | POR 7   |         |         |         |         |         |     |     | 5   | 146  |
| 2021 | Moto2  | Kalex      | QAT 12  | DOH 7  | POR DNF | SPA 18  | FRA 19 | ITA 16  | CAT 14  | DUI 15  | NED 10  | STI 6   | OOS 6  | GBR 12 | ARA 15  | SMR 10  | AME DNF | EMI 4   | ALG 6   | VAL 5   |         |         |     |     | 12  | 89   |
| 2022 | Moto2  | Kalex      | QAT 1   | INA 2  | ARG 1   | AME DNF | POR 2  | SPA 6   | FRA 8   | ITA DNF | CAT 1   | DUI DNF | NED 4  | GBR 6  | OOS DNF | SMR DNF | ARA 10  | JPN DNF | THA 10  | AUS DNF | MAL DNF | VAL DNF |     |     | 7   | 165  |
| 2023 | Moto2  | Kalex      | POR 11  | ARG 13 | AME 9   | SPA DNF | FRA 4  | ITA 5   | DUI 10  | NED 10  | GBR 12  | OOS 1   | CAT 10 | SMR 2  | IND DNS | JPN     | INA     | AUS DNF | THA DNF | MAL DNF | QAT 6   | VAL DNF |     |     | 10  | 116  |
| 2024 | Moto2  | Kalex      | QAT 9   | POR 7  | AME 10  | SPA 9   | FRA    | CAT DNF | ITA 7   | NED 10  | DUI 5   | GBR 3   | OOS 1  | ARA 10 | SMR DNF | EMI 1   | INA 12  | JPN 7   | AUS WD  | THA     | MAL 1   | SOL DNF |     |     | 7   | 165  |
| 2025 | Moto2  | Boscoscuro | THA DNF | ARG 3  | AME 20  | QAT 7   | SPA 7  | FRA 8   | GBR 6   | ARA 18  | ITA 5   | NED 11  | DUI 5  | TSJ 5  | OOS 3   | HON     | CAT     | SMR     | JPN     | INA     | AUS     | MAL     | POR | VAL | 6*  | 106* |

* Seizoen nog bezig.